# Gerd Weber
Gerd Weber (ur. 31 maja 1956 w Dreźnie) – niemiecki piłkarz występujący na pozycji pomocnika.

## Kariera klubowa
Weber treningi rozpoczął w wieku sześciu lat w klubie Lokomotive Drezno. W 1970 roku, mając czternaście lat trafił do juniorskiej ekipy Dynama Drezno. W 1973 roku został włączony do jego pierwszej drużyny. W DDR-Oberlidze zadebiutował 25 sierpnia 1973 w wygranym 5:2 meczu ze Stahl Riesa. W 1976 roku, 1977 roku oraz w 1978 roku zdobywał z klubem mistrzostwo NRD. Natomiast w 1977 roku wygrał z klubem rozgrywki Pucharu NRD.
W 1975 roku Weber został donosicielem Stasi. W 1981 roku wraz z dwoma innymi zawodnikami drużyny narodowej - Peterem Kotte oraz Matthiasem Müllerem został aresztowany przez Stasi na lotnisku w Dreźnie i oskarżony o próbę ucieczki do Niemiec Zachodnich. Weber trafił wówczas do więzienia na 7 lat i 7 miesięcy. W 1989 roku wyszedł z więzienia, jednak obowiązywała go dożywotnia dyskwalifikacja piłkarska.

## Kariera reprezentacyjna
W reprezentacji NRD Weber zadebiutował 3 września 1975 w zremisowanym 0:0 towarzyskim meczu ze Związkiem Radzieckim. W 1976 roku zdobył z kadrą złoty medal Letnich Igrzysk Olimpijskich. 29 października 1977 w wygranym 9:0 spotkaniu eliminacji Mistrzostw Świata 1978 z Maltą strzelił pierwszego gola w drużynie narodowej. Po raz ostatni w kadrze zagrał 19 listopada 1980 w wygranym 2:0 towarzyskim pojedynku z Węgrami. W latach 1975–1980 w drużynie narodowej rozegrał w sumie 35 spotkań i zdobył 5 bramek.